# Odynerus bimaculatus
Odynerus bimaculatus är en stekelart som beskrevs av Prov. 1895. Odynerus bimaculatus ingår i släktet lergetingar, och familjen Eumenidae. Inga underarter finns listade i Catalogue of Life.